# Kanton Montcuq
Kanton Montcuq (francouzsky Canton de Montcuq) je francouzský kanton v departementu Lot v regionu Midi-Pyrénées. Tvoří ho 16 obcí.

## Obce kantonu
- Bagat-en-Quercy
- Belmontet
- Le Boulvé
- Fargues
- Lascabanes
- Lebreil
- Montcuq
- Montlauzun
- Sainte-Croix
- Saint-Cyprien
- Saint-Daunès
- Saint-Laurent-Lolmie
- Saint-Matré
- Saint-Pantaléon
- Saux
- Valprionde